# Pink Floyd v Pompejích
Pink Floyd v Pompejích (též Pink Floyd: Živě v Pompejích, v anglickém originále Pink Floyd: Live at Pompeii) je koncertní film z roku 1972 britské skupiny Pink Floyd, která v říjnu 1971 odehrála koncert bez diváků v antickém amfiteátru v italských Pompejích. Film režíroval Adrian Maben a premiéru na edinburském filmovém festivalu měl v září 1972. Později byl promítán v kinech a vydán na VHS, laserdiscu a DVD.
Na tento film tematicky navázal David Gilmour, kytarista a zpěvák Pink Floyd, který v pompejském amfiteátru odehrál v roce 2016 dva koncerty v rámci svého sólového turné. Audio- i videozáznam vyšel o rok později pod názvem Live at Pompeii.

## Vznik filmu
V Pompejích byly natočeny pouze skladby „Echoes“, „A Saucerful of Secrets“ a „One of These Days“. Natáčení tohoto koncertu v pompejském amfiteátru v pozadí se sopkou Vesuv, jehož diváky byli pouze technici filmové společnosti, se konalo od 4. do 7. října 1971. Ostatní skladby vznikly v pařížském studiu, kde skupina odehrála zbylé písně osvětlená reflektory, či před projekcí Pompejí. Záběry z Paříže vznikly na přelomu let 1971 a 1972.

## Vydání
Film Pink Floyd v Pompejích byl vydán v několika verzích. Ta původní o délce přibližně 60 minut, která byla v roce 1972 distribuována do kin, obsahuje pouze koncert z Pompejí a pařížského studia. Později se objevila jako bonus na DVD vydání filmu.
Verze o délce 80 minut byla zveřejněna v roce 1974 a kombinuje původní koncert se záběry ze studií Abbey Road (včetně rozhovorů se členy kapely), kde Pink Floyd nahrávají album The Dark Side of the Moon. Tyto záběry, vzniklé v lednu 1973, se nachází mezi jednotlivými skladbami z Pompejí a jsou poměrně unikátní. Tato verze filmu byla v roce 1980 vydána na VHS a laserdiscu.
Pro vydání filmu na DVD v roce 2003 vznikl takzvaný režisérský sestřih (Director's Cut) o délce 92 minut. Jedná se o rozšířenou verzi se záběry z Abbey Road Studios, která je doplněna počítačovou grafikou vesmíru, Pompejí a dalšími záběry ze studií v Abbey Road a vesmírné lodi Apollo.
Soundtrack, obsahující pouze audiozáznam koncertu (bez rozhovorů ze studia) a bez písně „Mademoiselle Nobs“, byl vydán v roce 2016 v boxsetu The Early Years 1965–1972.

## Seznam skladeb

### Původní film (1972)
1. „Intro Song“
2. „Echoes, Part 1“
3. „Careful with That Axe, Eugene“
4. „A Saucerful of Secrets“
5. „One of These Days“
6. „Set the Controls for the Heart of the Sun“
7. „Mademoiselle Nobs“
8. „Echoes, Part 2“

### Rozšířená verze z roku 1974 (též na VHS a laserdiscu)
1. „Intro Song“
2. „Echoes, Part 1“
  - „On the Run“ (záběry ze studií)
3. „Careful with That Axe, Eugene“
4. „A Saucerful of Secrets“
  - „Us and Them“ (záběry ze studií)
5. „One of These Days“
6. „Set the Controls for the Heart of the Sun“
  - „Brain Damage“ (záběry ze studií)
7. „Mademoiselle Nobs“
8. „Echoes, Part 2“

### Režisérský sestřih (DVD v roce 2003)
1. „Echoes, Part 1“
  - „On the Run“ (záběry ze studií)
2. „Careful with That Axe, Eugene“
3. „A Saucerful of Secrets“
  - „Us and Them“ (záběry ze studií)
4. „One of These Days“
5. „Mademoiselle Nobs“
  - „Brain Damage“ (záběry ze studií)
6. „Set the Controls for the Heart of the Sun“
7. „Echoes, Part 2“

## Obsazení
- Pink Floyd:
  - David Gilmour – kytary, vokály
  - Roger Waters – baskytara, gong, vokály, zpěv
  - Rick Wright – klávesy, vokály
  - Nick Mason – bicí
- pes Mademoiselle Nobs – vytí ve stejnojmenné skladbě